# Berzano di San Pietro
Berzano di San Pietro – miejscowość i gmina we Włoszech, w regionie Piemont, w prowincji Asti.
Według danych na styczeń 2009 gminę zamieszkiwało 440 osób przy gęstości zaludnienia 59,3 os./1 km².